# Castelluccia-Fontana Sala
Castelluccia-Fontana Sala è la conurbazione di due frazioni geografiche del comune di Marino, in provincia di Roma, nell'area dei Castelli Romani. Castelluccia e Fontana Sala facevano parte della III circoscrizione amministrativa di Marino, prima della soppressione delle circoscrizioni a decorrere dalle elezioni amministrative del 2011.
Benché dotata di un interessante passato storico fin dall'età antica, questa parte del territorio comunale marinese è stata intensamente urbanizzata solo recentemente, a partire dal secondo dopoguerra.

## Storia
La Castelluccia trae nome da un complesso fortificato eretto in zona nel XIII secolo, a dominio di quel quadrante di Agro Romano. Nel 1286 il Castrum Castelucie, come era chiamato, compare in un atto di vendita.
Nel 1347 il tribuno Cola di Rienzo, in un'azione militare contro Giordano e Rainaldo Orsini signori di Marino, poiché non riesce ad espugnare il ben munito castrum di Marino, muove con il suo esercito contro il castrum della Castelluccia assediandolo con due "picchioni" (il che spiegherebbe il nome della vicina località di Colli Picchioni), ed infine espugnando la fortezza e radendola al suolo. Quindi tornerà a Roma.
La cartografia dell'Istituto Geografico Militare (foglio nº 150 III SE) fino all'aggiornamento del 1931 non riporta i toponimi di Castelluccia e Fontana Sala, ma indica l'intera zona come "Quarto Cesareto", evidente errore dei militari per "Ceraseto" (dal latino cerasa, -ae, "fragola"), corretta e corrente denominazione dell'omonima strada provinciale di collegamento tra le vie Appia e Nettunense. Viene riportato invece il toponimo di "Castellazza" per l'area di Santa Fumia, al di là della Nettunense verso l'Ardeatina.
A partire dai primi anni del Novecento l'amministrazione comunale di Marino incominciò a fornire servizi al territorio extraurbano, la cui popolazione evidentemente cresceva sempre di più grazie all'apporto migratorio. Carlo Emilio Gadda, l'ingegnere milanese fattosi romano, in "Quer pasticciaccio brutto de via Merulana" ha lasciato un affresco potente della vita di queste zone negli anni del fascismo, quando le leggi restrittive degli spostamenti sospinsero molte famiglie ai margini delle grandi città divenute inaccessibili per chi non avesse un lavoro stabile. Le parti centrale e finale del romanzo infatti sono ambientate tra Pavona, Due Santi, il Divino Amore e Castel di Leva.
Una vera e propria urbanizzazione iniziò nel secondo dopoguerra, tanto che alla metà degli anni cinquanta il cardinale vescovo Giuseppe Pizzardo ordinò la costituzione delle parrocchie di Frattocchie e, poco dopo, di Fontana Sala. In epoca più recente è stato costruito l'edificio scolastico di via delle Molette.
Nel 1992 il Consiglio comunale ha approvato il "Regolamento comunale delle circoscrizioni", e Castelluccia e Fontana Sala, espressamente citate, sono state inserite nell'ambito della III circoscrizione di decentramento comunale insieme a Frattocchie e Due Santi. In seguito le due località hanno fatto parte del comune autonomo di Boville durante la sua breve esperienza autonomista (1993-1995), fatta cessare dalla Corte costituzionale con sentenza nº 433 del 6 settembre 1995.

## Monumenti e luoghi d'interesse

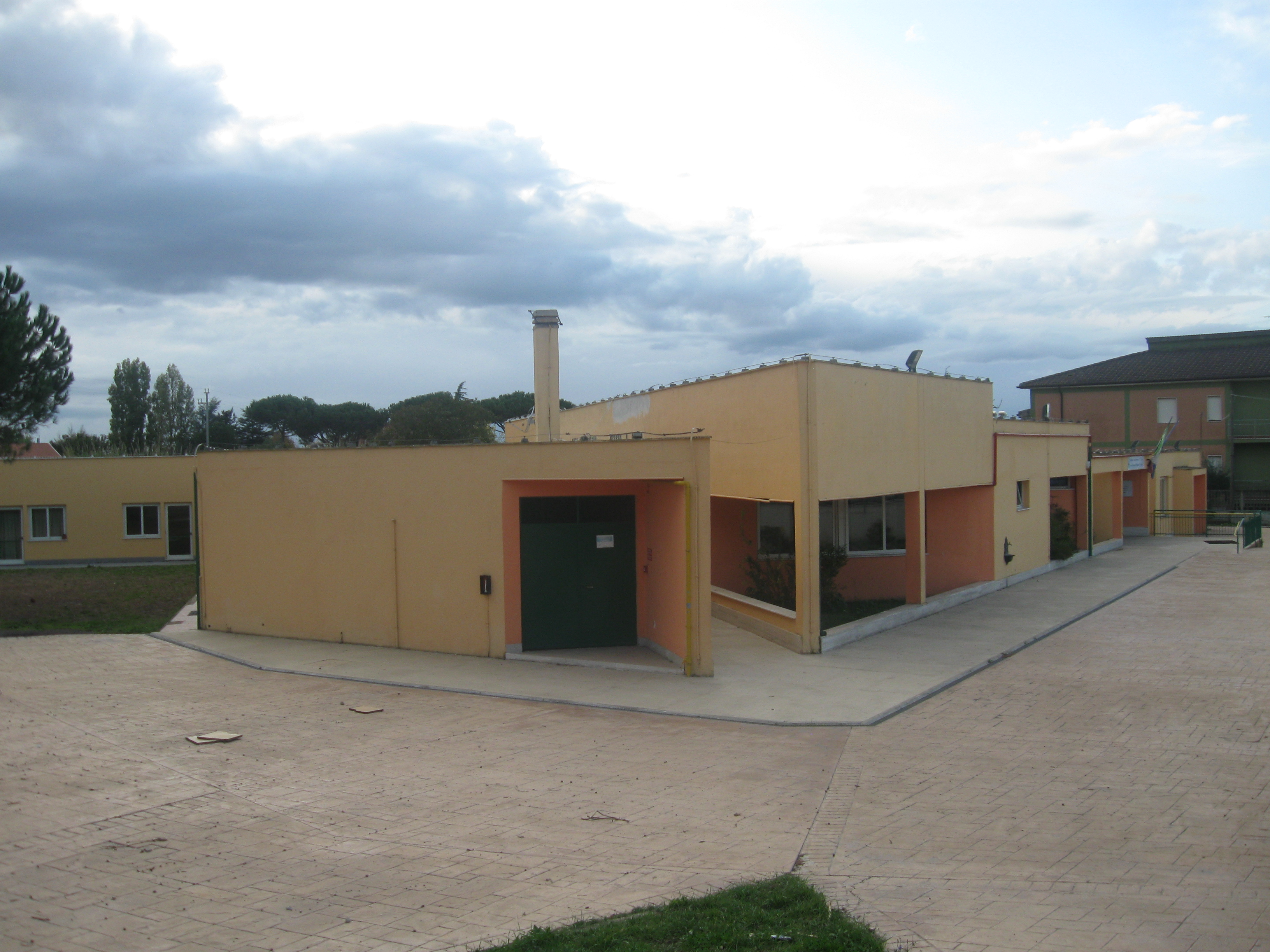
Il plesso scolastico di Castelluccia in via delle Molette, intitolato ad Leonardo d'Ercole.

### Architetture religiose

#### La chiesa di Santa Maria Ausiliatrice
La parrocchia di Fontana Sala venne istituita dal cardinale vescovo della diocesi suburbicaria di Albano Giuseppe Pizzardo nella prima metà degli anni cinquanta del Novecento, dopo l'istituzione della parrocchia di Frattocchie presso la chiesa di San Giuseppe, sull'onda della crescente urbanizzazione di questi luoghi.
Le due chiese furono costruite entrambe nel 1955-1956, e sono accomunate dallo stile essenziale: semplice facciata a capanna, aula rettangolare, uso di materiale locale (tufo, peperino) (Ticconi).
La chiesa è stata sottoposta ad un radicale restauro negli anni novanta: sono state recuperate le superfici interne ed esterne, è stato rinvenuto sul pavimento lo stemma marmoreo del cardinal Pizzardo, le finestre dell'aula liturgica, strette e lunghe, sono state chiuse da vetrate artistiche disegnate da Barbara Franceschetti, la statua lignea di Maria Ausiliatrice è stata collocata nel presbiterio, riadeguato durante quei lavori alle norme del Concilio Vaticano II.

#### Edicole sacre
- Edicola di Santa Maria Ausiliatrice. Immagine della patrona della frazione situata in via delle Molette.[7]
- Edicola con Madonna e due sante. Icona collocata in una nicchia nel 1990 in vicolo Santo Spirito.[7]

### Architetture militari
- Torre della Castelluccia

### Aree naturali
- Fosso delle Molette.

## Cultura

### Scuole
- Scuola elementare e dell'infanzia "Alessandro Silvestri" (annessa all'istituto comprensivo statale "Primo Levi" di Frattocchie)[8]

## Sport
Tra le località di Fontana Sala e Castelluccia ha sede l'A.S.D. Castel Fontana, squadra di calcio a 5 che milita dal 2004/2005 in Serie D.

### Impianti sportivi
- Campo di calcio a 5 dell'oratorio parrocchiale di Santa Maria Ausiliatrice a Fontana Sala.